# Almoster (Alvaiázere)
Almoster é uma povoação portuguesa sede da freguesia homónima do município de Alvaiázere, freguesia com 25,84 km² de área e 600 habitantes (censo de 2021), tendo, por isso, uma densidade populacional de 23,2 hab./km².
Um dos seus principais pontos é a fonte da Escuza.[carece de fontes?]

## Demografia
A população registada nos censos foi:
| Distribuição da População por Grupos Etários | Distribuição da População por Grupos Etários | Distribuição da População por Grupos Etários | Distribuição da População por Grupos Etários | Distribuição da População por Grupos Etários |
| -------------------------------------------- | -------------------------------------------- | -------------------------------------------- | -------------------------------------------- | -------------------------------------------- |
| Ano                                          | 0-14 Anos                                    | 15-24 Anos                                   | 25-64 Anos                                   | > 65 Anos                                    |
| 2001                                         | 86                                           | 80                                           | 342                                          | 283                                          |
| 2011                                         | 56                                           | 64                                           | 289                                          | 265                                          |
| 2021                                         | 53                                           | 34                                           | 253                                          | 260                                          |

## Património
- Igreja Matriz de São Salvador
- Capela de Santo André
- Capela da Senhora da Conceição
- Capela de Sarzedas
- Capela de Nossa Senhora da Esperança
- Capela de São Tiago

## Lugares da freguesia
Para além da sede, a freguesia compreende os seguintes lugares:
- Aldeia Nova
- Ariques
- Bemposta
- Bouxinhas
- Candal
- Casal de Além
- Casal do Mouco
- Casal Novo
- Casal da Rainha
- Castelejo
- Dedona
- Fojo
- Galiota
- Macieira
- Mouta
- Murtal
- Outeiro das Pontes
- Pechins
- Ponte Nova
- Ponte Velha
- Quinta dos Ciprestes
- Romila
- Santa Cruz
- Santiago
- Vale da Couda